# GG Network
GG Network S.A. (dawniej Gadu-Gadu S.A., a wcześniej SMS-Express.com Sp. z o.o.) – spółka będąca właścicielem komunikatora internetowego Gadu-Gadu i portali internetowych Gadu-Gadu.pl i gg.pl. Spółka była wirtualnym operatorem telefonii komórkowej GaduAIR oraz telefonii internetowej Gadu naGłos. Spółka była także właścicielem radia internetowego open.fm oraz serwisu społecznościowego MojaGeneracja.pl i serwisu do mikrobloggingu Blip.pl.

## Historia
Do 2007 roku spółka działała jako SMS Express sp. z o.o. 23 lutego 2007 spółka Gadu-Gadu S.A. zainaugurowała swoje notowania na polskiej Giełdzie Papierów Wartościowych w Warszawie, obrót akcjami Gadu-Gadu został zawieszony 23 czerwca 2008.
W czerwcu 2007 uruchomiono ukraińską wersję komunikatora Gadu-Gadu pod nazwą Balachka (ukr. Балачка – pogawędka), później przemianowanego na Talky3D. Komunikator dostępny jest w ukraińskiej i rosyjskiej wersji językowej. Pierwsza wersja umożliwia tylko prowadzenie rozmów tekstowych i wysyłanie SMS-ów. Również w czerwcu 2007 spółka przejęła serwis do mikroblogu Blip.
4 października 2007 południowoafrykańska spółka Naspers za pośrednictwem zarejestrowanej w Holandii spółki zależnej MIH Poland Holdings B.V. ogłosiła wezwanie do zakupu 100% akcji komunikatora, oferując 23,50 PLN za walor (blisko 20% więcej niż rynkowa wycena akcji z dnia poprzedniego). Główny inwestor Warsaw Equity Holding (posiadający 9.681.000, czyli 55% akcji) potwierdził zainteresowanie ofertą i podobnie jak twórca Gadu-Gadu, Łukasz Foltyn, posiadający około 14% udziałów, pozbył się wszystkich udziałów w spółce. W końcu czerwca 2008 MIH Poland Holdings B.V. posiadała już wszystkie akcje Gadu-Gadu S.A. (17.584.611), a ich notowania na giełdzie zostały zawieszone.
1 lutego 2008 Gadu-Gadu nabyła większościowy pakiet (63%) akcji w spółce technologicznej LIVECHAT Software S.A. Łączna wartość transakcji za wszystkie nabywane akcje spółki wyniosła 3 mln 721 tys. PLN. We wrześniu 2011 GG Network sprzedała wszystkie akcje spółki, które nabyli założyciele i kluczowi menedżerowie oraz fundusz Tar Heel Capital. 31 października 2011 roku zakończyła działalność wirtualna sieć telefonii komórkowej GaduAIR. 5 listopada 2012 roku zakończyły działalność należące do GG Network S.A. serwisy internetowe GaduFoto, Bliziutko.pl, Nauka.pl, Centrum-Awatarow.pl i MojaGeneracja.pl, a 31 sierpnia 2013 roku zakończył działalność serwis społecznościowy do mikroblogu Blip.pl. 25 maja 2015 roku należący do GG Network serwis open.fm został sprzedany grupie Wirtualna Polska. W październiku 2015 roku spółka została postawiona w stan likwidacji, a w 2017 została wykreślona z listy przedsiębiorców.

## Usługi

### Czynne
- GG (dawniej pod nazwą Gadu-Gadu) – najpopularniejszy w Polsce komunikator internetowy oraz jego wersja dostępna dla różnych urządzeń mobilnych, oferowana na licencji SMSware. 28 lutego 2018 roku komunikator został sprzedany spółce Fintecom[16]. W 2025 roku został przekształcony w globalną aplikację społecznościową GGapp[17][18].

- Open.fm (dawniej pod nazwą Gadu Radio) – polskie radio internetowe, dostępne zarówno na stronie internetowej, jak i w komunikatorze internetowym – Gadu-Gadu. Open.fm posiada 79 kanałów muzycznych. 25 maja 2015 roku serwis został sprzedany grupie Wirtualna Polska[12][13].

### Nieczynne
- GaduAIR – sieć telefonii komórkowej działająca w oparciu o nadajniki Polkomtel S.A., właściciela sieci telefonii komórkowej Plus. GaduAIR oferuje usługi w systemie pre-paid. Numer telefonu jest jednocześnie numerem komunikatora Gadu-Gadu. Lista kontaktów jest synchronizowana z telefonem i komunikatorem. Sieć GaduAIR zakończyła działalność 31 października 2011[9].
- Blip (skrót od Bardzo Lubię Informować Przyjaciół)[19] – serwis społecznościowy wzorowany na amerykańskim Twitterze, łączący prowadzenie mikrobloga z komunikowaniem się w kręgu znajomych. Użytkownicy mogli dzielić się krótkimi informacjami tekstowymi, graficznymi i dźwiękowymi. Nowe wiadomości można publikować za pośrednictwem komputera (przez stronę WWW lub komunikator), a także telefonu komórkowego. Serwis zakończył działanie 31 sierpnia 2013 roku[11].
- MojaGeneracja.pl – serwis społecznościowy założony 15 lutego 2007 roku zastępując wtedy uruchomiony w maju 2005 roku internetowy katalog użytkowników o nazwie Generacja Gadu-Gadu[20]. Serwis zakończył działalność 5 listopada 2012 roku[10].